# Código de Procedimientos Penales del Perú
El Código de Procedimiento Penales es el cuerpo normativo peruano que regula  el proceso penal, promulgado en el año 1939, en reemplazo del Código de Procedimientos en Materia Criminal, promulgado por ley 4019 de fecha 2 de enero de 1919.
Con el Código Procedimiento Penales, estableció un proceso ordinario o común y cuatro procedimientos especiales: proceso de querella por delitos de calumnia, difamación, injuria y contra el honor sexual (arts. 302 a 313); juicio por delitos de imprenta y otros medios de publicidad (arts. 314 a 317); juicio contra reos ausentes (arts. 318 a 322); y juicio por faltas (arts. 324 a 328).

## Antecedentes
- Código de Enjuiciamiento en materia Penal de 1863.
- Código de Procedimientos en materia criminal de 1920.
- Código de Procedimientos Penales de 1940.

## Contenido

### Estructura
- Título preliminar (Artículo 1 al 10)

#### Libro primero
- Disposiciones Generales (Artículo 1 al 10)

#### Libro segundo
- La Actividad Procesal (Artículo 114 al 320)

#### Libro tercero
- El Proceso Común (Artículo 321 al 403)

#### Libro cuarto
- La Impugnación (Artículo 404 al 445 )

#### Libro quinto
- Los Procesos Especiales (Artículo 446 al 487)

#### Libro sexto
- La Ejecución y las Costas (Artículo 488 al 507)

#### Libro séptimo
- La Cooperación Judicial (Artículo 508 al 566)